# わすれな草 (1999年の映画)
『わすれな草』（わすれなぐさ、原題: 半支煙、英語題: Down in Smoke）は、1999年に制作された香港映画。香港の下町を舞台としたヒューマンドラマ。

## ストーリー
ブラジルで逃亡生活を送っていたヒョウは、30年前に吸いかけのタバコをくれた思い出の女を探すため、30年ぶりに香港へ戻ってくる。また、過去に因縁を持つ九龍への復讐も果たそうと考えていた。そんな時、彼は町でスモーキーというチンピラの青年と出会う。

## キャスト
※括弧内は日本語吹替
- ヒョウ - エリック・ツァン（広瀬正志）
- スモーキー - ニコラス・ツェー（竹若拓磨）
- アナン - スー・チー（増田ゆき）
- スモーキーの母 - エレイン・ジン（くればやしたくみ）
- 姉御 - サンドラ・ン（岡本章子）
- ディーディー - ジョー・コク（増田ゆき）
- 若き日のヒョウ - スティーヴン・フォン（古屋道秋）
- 若き日の九龍 - サム・リー（横尾博之）
- チンピラ - テレンス・イン（猪野学）
- 九龍 - チャーリー・チャン
- 婦人警官 - ケリー・チャン（岡本章子）
- 自慢話の親分 - アンソニー・ウォン

## スタッフ
- 監督・脚本：イップ・カムハン
- 製作総指揮：トーマス・チュン、ウィリー・チャン
- 製作：クラウディア・チュン、ジョン・チョン、ソロン・ソー
- 撮影：ピーター・パウ
- アクション監督：ユン・ブン
- 美術：ピーター・ウォン
- 音楽：チウ・ツァンヘイ